# Pallamano Trieste 1980-1981
Questa pagina raccoglie i dati riguardanti la Pallamano Trieste nelle competizioni ufficiali della stagione 1980-1981.

## Rosa
| N  | Naz                   | Ruolo    | Giocatore         |
| -- | --------------------- | -------- | ----------------- |
| 1  | Jugoslavia (bandiera) | Portiere | Ivan Puspan       |
| 12 | Italia (bandiera)     | Portiere | Lucio Brandolin   |
| 2  | Italia (bandiera)     | Ala      | Varesano          |
| 3  | Italia (bandiera)     | Terzino  | Piero Sivini      |
| 4  | Italia (bandiera)     | Pivot    | Giorgio Oveglia   |
| 5  | Italia (bandiera)     | Terzino  | Pischianz Roberto |
| 6  | Italia (bandiera)     | Ala      | Pippan            |
| 7  | Jugoslavia (bandiera) | Terzino  | Neven Andreasic   |
| 9  | Italia (bandiera)     | Terzino  | Egon Gitzl        |
| 10 | Italia (bandiera)     | Terzino  | Giuliano Calcina  |
| 11 | Italia (bandiera)     | Ala      | Gustin            |
| 13 | Italia (bandiera)     | Ala      | Furio Scropetta   |
| 14 | Italia (bandiera)     | Terzino  | Marco Bozzola     |

## Classifiche

### Stagione regolare
|  | Pos. | Squadra          | Pt | G  | V  | N | S  | GF  | GS  | D    | Note                                        |
|  | ---- | ---------------- | -- | -- | -- | - | -- | --- | --- | ---- | ------------------------------------------- |
|  | 1.   | Trieste          | 48 | 26 | 23 | 2 | 1  | 652 | 431 | +221 | Qualificato alla Coppa dei Campioni 1981-82 |
|  | 2.   | Cassano Magnago  | 46 | 26 | 22 | 2 | 2  | 652 | 515 | +137 | Qualificato alla Coppa delle Coppe 1981-82  |
|  | 3.   | Brixen           | 42 | 26 | 19 | 4 | 3  | 619 | 500 | +119 | Qualificato alla IHF Cup 1981-82            |
|  | 4.   | Rovereto         | 35 | 26 | 16 | 3 | 7  | 461 | 419 | +42  |                                             |
|  | 5.   | Pallamano Rimini | 27 | 26 | 12 | 3 | 11 | 533 | 522 | +11  |                                             |
|  | 6.   | Roma Pallamano   | 26 | 26 | 12 | 2 | 12 | 494 | 491 | +3   |                                             |
|  | 7.   | CUS Roma         | 25 | 26 | 11 | 3 | 12 | 581 | 587 | -6   |                                             |
|  | 8.   | Teramo           | 24 | 26 | 10 | 4 | 12 | 482 | 528 | -46  |                                             |
|  | 9.   | Bologna 1969     | 21 | 26 | 9  | 3 | 14 | 490 | 566 | -76  |                                             |
|  | 10.  | Bozen            | 20 | 26 | 9  | 2 | 15 | 530 | 582 | -52  |                                             |
|  | 11.  | H.C. Rimini      | 19 | 26 | 8  | 3 | 15 | 537 | 608 | -71  | Retrocesso in Serie B 1981-82               |
|  | 12.  | Rubiera          | 13 | 26 | 6  | 1 | 19 | 533 | 577 | -44  | Retrocesso in Serie B 1981-82               |
|  | 13.  | Tor di Quinto    | 9  | 26 | 4  | 1 | 21 | 429 | 586 | -157 | Retrocesso in Serie B 1981-82               |
|  | 14.  | Conversano       | 9  | 26 | 4  | 1 | 21 | 414 | 555 | -141 | Retrocesso in Serie B 1981-82               |